# Isoperla curvispina
Isoperla curvispina är en bäcksländeart som först beskrevs av Wu, C.F. 1938.  Isoperla curvispina ingår i släktet Isoperla och familjen rovbäcksländor. Inga underarter finns listade i Catalogue of Life.